# ابن بابشاذ
ابن بابشاذ هو أبو الحسن طاهر بن أحمد بن بابشاذ بن داوود بن سليمان بن إبراهيم النحوي الجوهري و قد كتب اسمه في مصادر أخرى كـ «ابن باب شاذ». و هو نحوي مصري عراقي الأصل، اشتهر في زمن الدولة الفاطمية.

## شيوخه
1. والده، أبو الفتح أحمد ابن بابشاذ الجوهري النحوي.
2. الواسطي، أبو نصر القاسم بن محمد بن مباشر.
3. الحوفي، أبو الحسن علي بن إبراهيم بن سعيد [ت 430هـ].
4. الخطيب التبريزي، [ت 502هـ ].

## تلاميذه
1. ابن الفحّام، أبو القاسم بن أبي بكر عتيق بن أبي سعيد خلف الصقلي.
2. ابن الحصار، أبو القاسم خلف بن إبراهيم بن خلف بن سعيد المقرئ.
3. السعيدي، أبو عبد الله محمد بن بركات بن هلال.
4. أبو الأَصبَع الزهري.

## كتبه
- المقدمة المشهورة، وشرحها.
- شرح الجمل «للزجاجي».
- شرح كتاب الأصول لأبي بكر بن السراج.

## وفاته
ذكر كتاب تاريخ الخلفاء أن وفاته كانت في زمن أبو جعفر عبد الله القائم بأمر الله الخليفة العباسي.